# Château de Montjean (Wissous)
Cet article concerne Château de Montjean à Wissous. Pour château de Montjean à Montjean, voir Château de Montjean.
Le château de Montjean est une demeure bourgeoise située dans la plaine de Montjean, dans la commune de Wissous, en Essonne. Il fait partie d'une zone devenue parc classé espace naturel sensible (ESN) de 17 hectares : le Domaine du château de Montjean.

## Histoire
Le nom « Montjean » viendrait de son premier propriétaire, un noble originaire de Montjean-sur-Loire. Le domaine a appartenu dans les années 1660 au noble Jacques de Beauvais, puis est habite par un domestique de Louis XVI d'après l'historien Jean Lebeuf. Divisé en deux propriétés, le domaine appartient au général François de Chasseloup-Laubat et au marquis de Clermont-Gallerande. Le duc d'Aumont y réside également à partir de 1824. Il y a à l'époque deux propriétés, le « château » étant la propriété de Clermont-Gallerande qui a été conservée, tandis que celle de Chasseloup-Laubat a été détruite vers 1900.
Le château, construit au début du XIXe siècle, sert d'hôpital militaire durant la Première Guerre mondiale avant d'être occupé par les troupes allemandes pendant la Seconde Guerre mondiale.
Dans les années 1950, il sert de centre de formation pour Air France, après avoir abrité une école de "cordons bleus" (chefs cuisiniers). Dans ces mêmes années et les années 60, la partie du parc traversée par le Rû de Rungis a accueilli les déblais de l'autoroute A6, que le cours de cet affluent de la Bièvre parcourt en souterrain. 
Depuis 2002, la commune est propriétaire du château et du parc environnant.
Dans les années 2010 et 2020, le château est apparu en mauvais état et il n'est que partiellement occupé, l'autre partie étant murée. Ses écuries sont restaurées et sont utilisées par une association, les Attelages de Wissous (anciennement Attelages de Montjean).
En 2025, un appel à manifestation d'intérêt est lancé par la mairie pour renover le bâtiment.

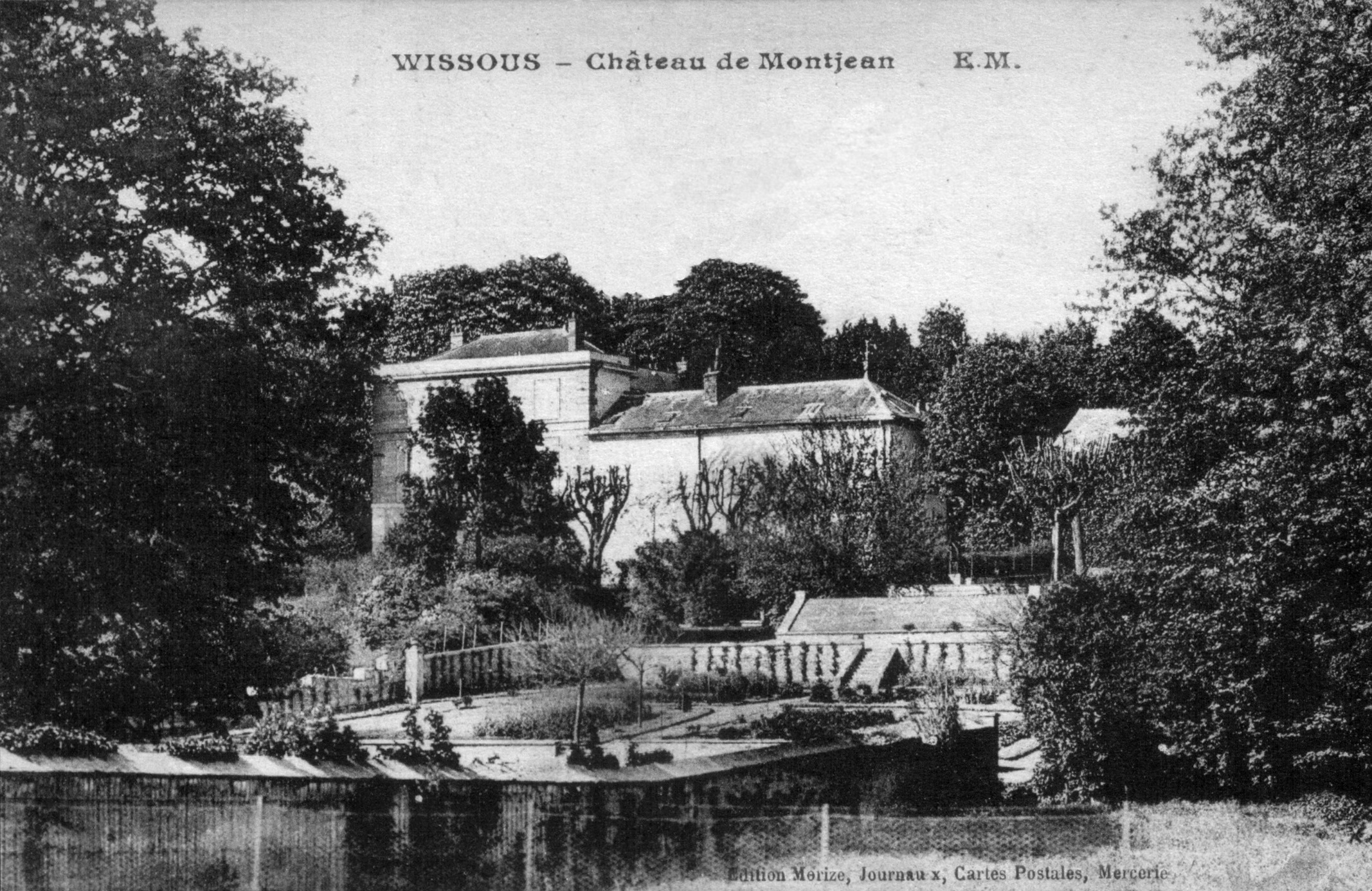
Château de Montjean dans les années 1900.
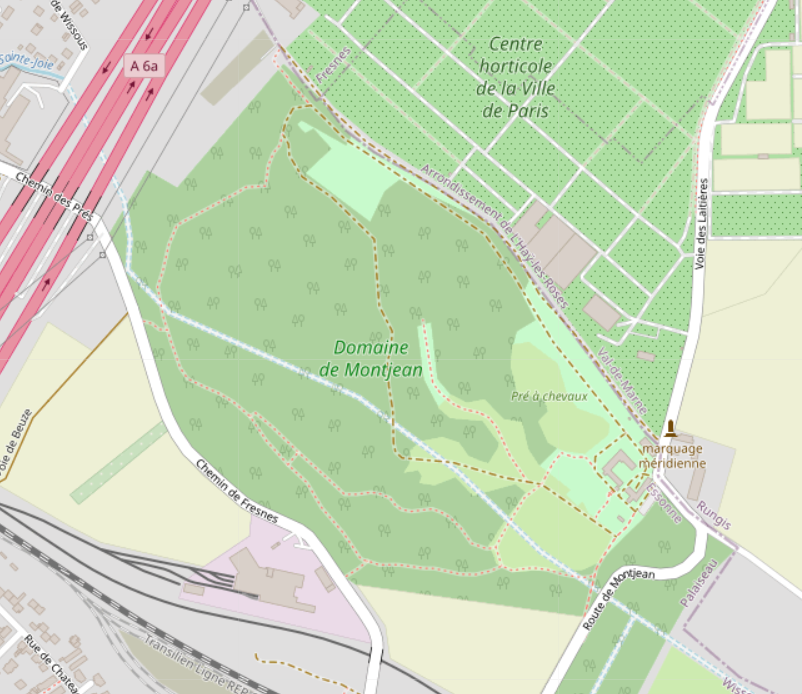
Plan du Domaine du château de Montjean.
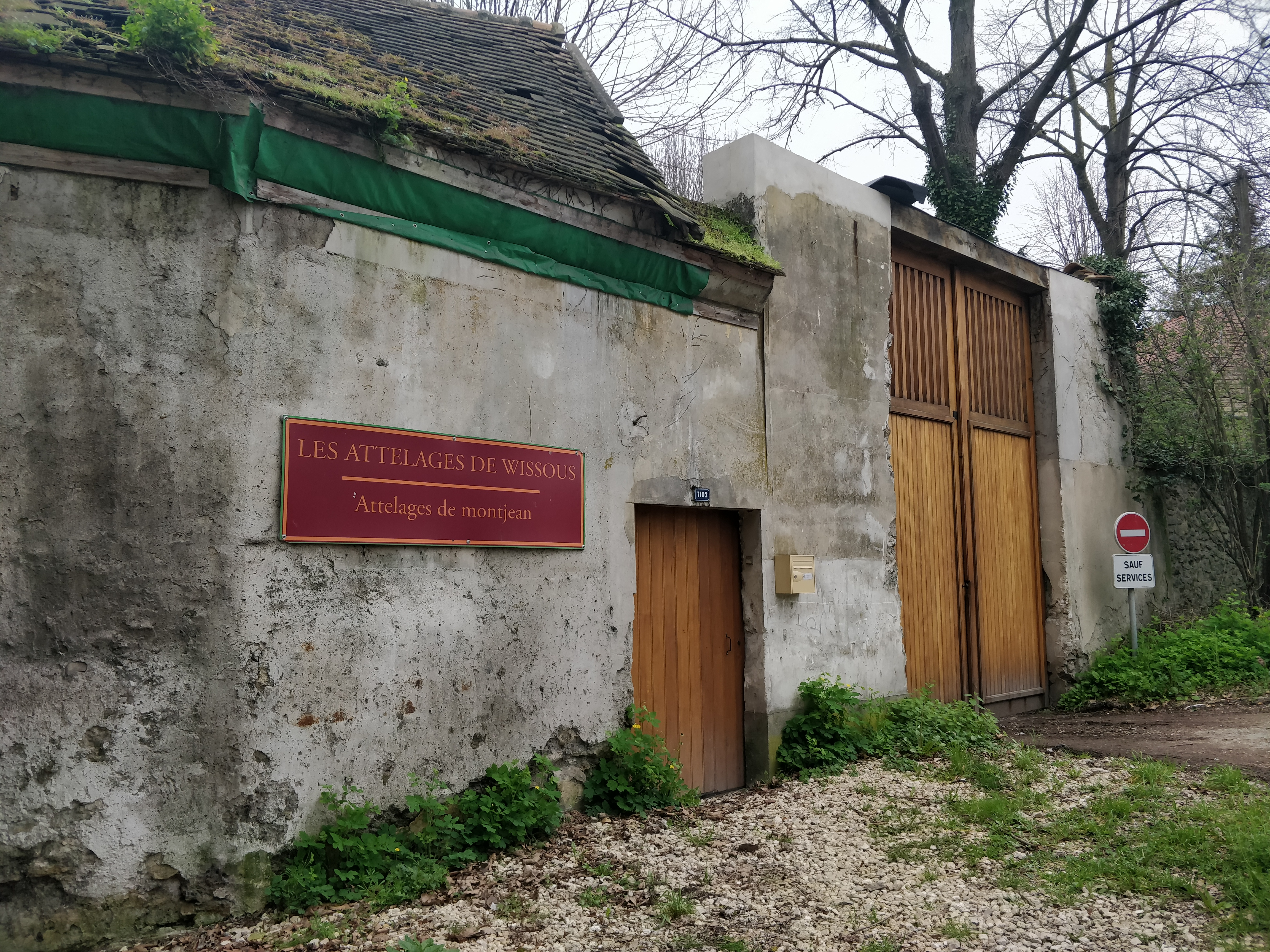
Entrée principale.
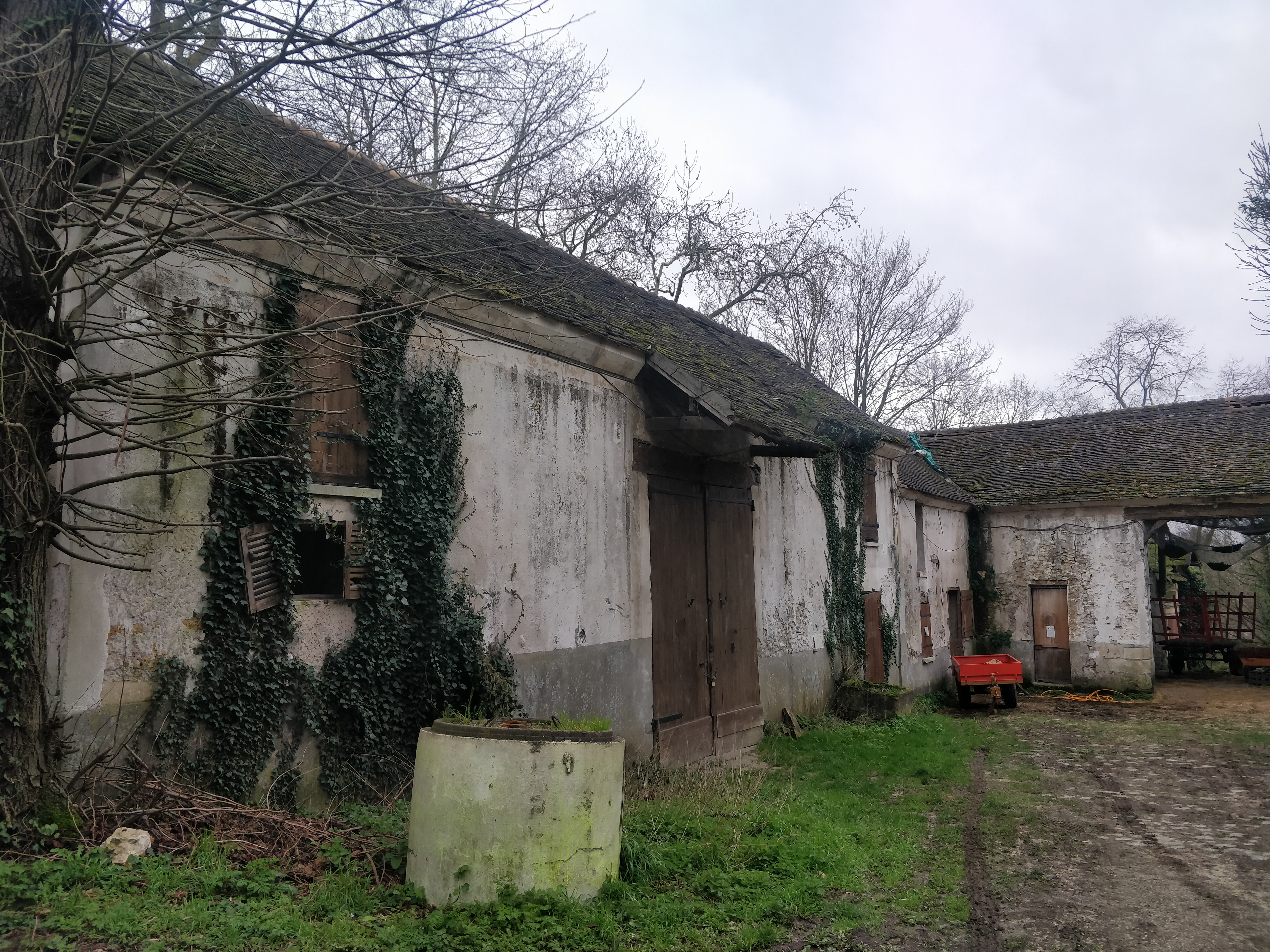
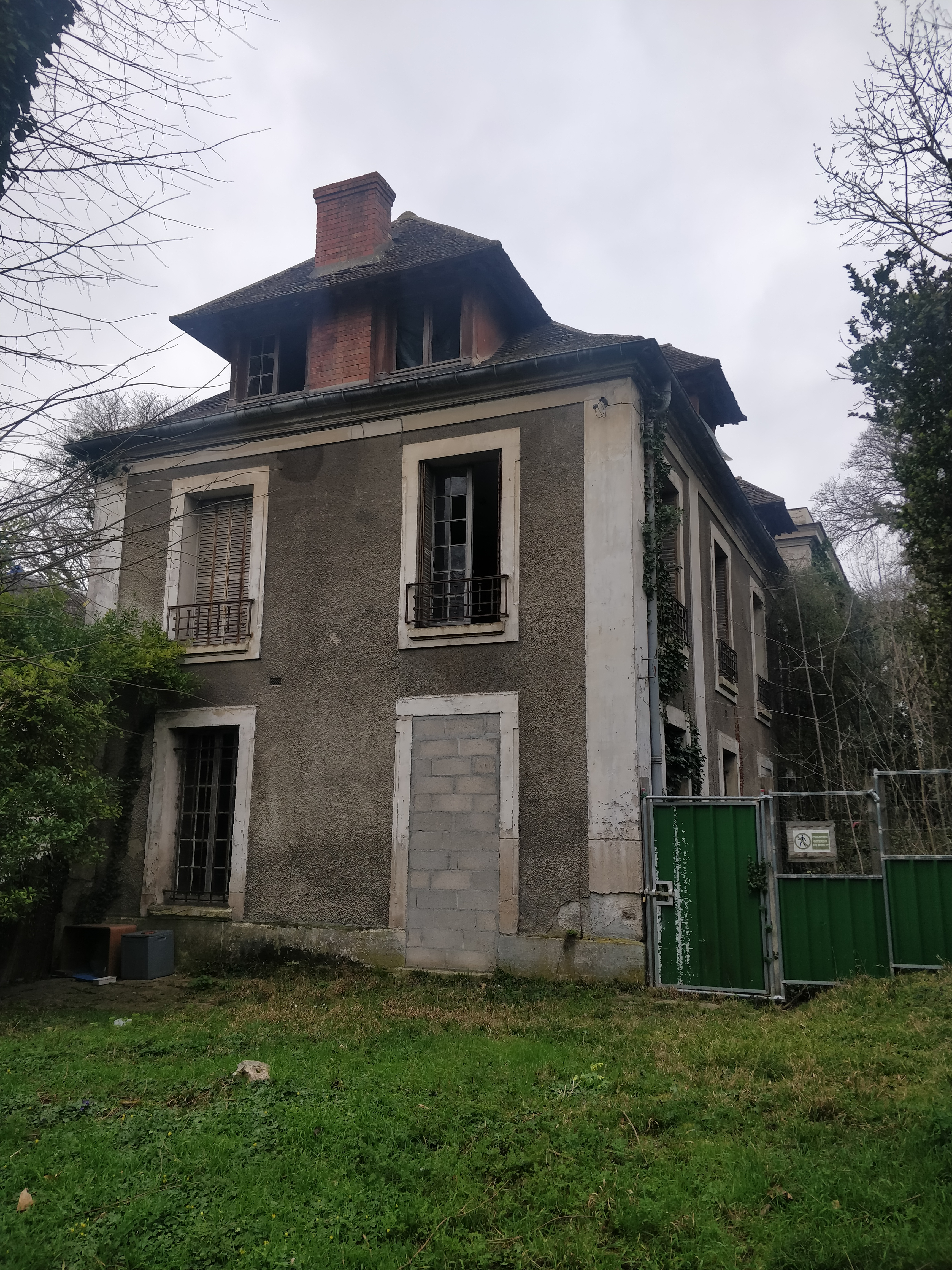
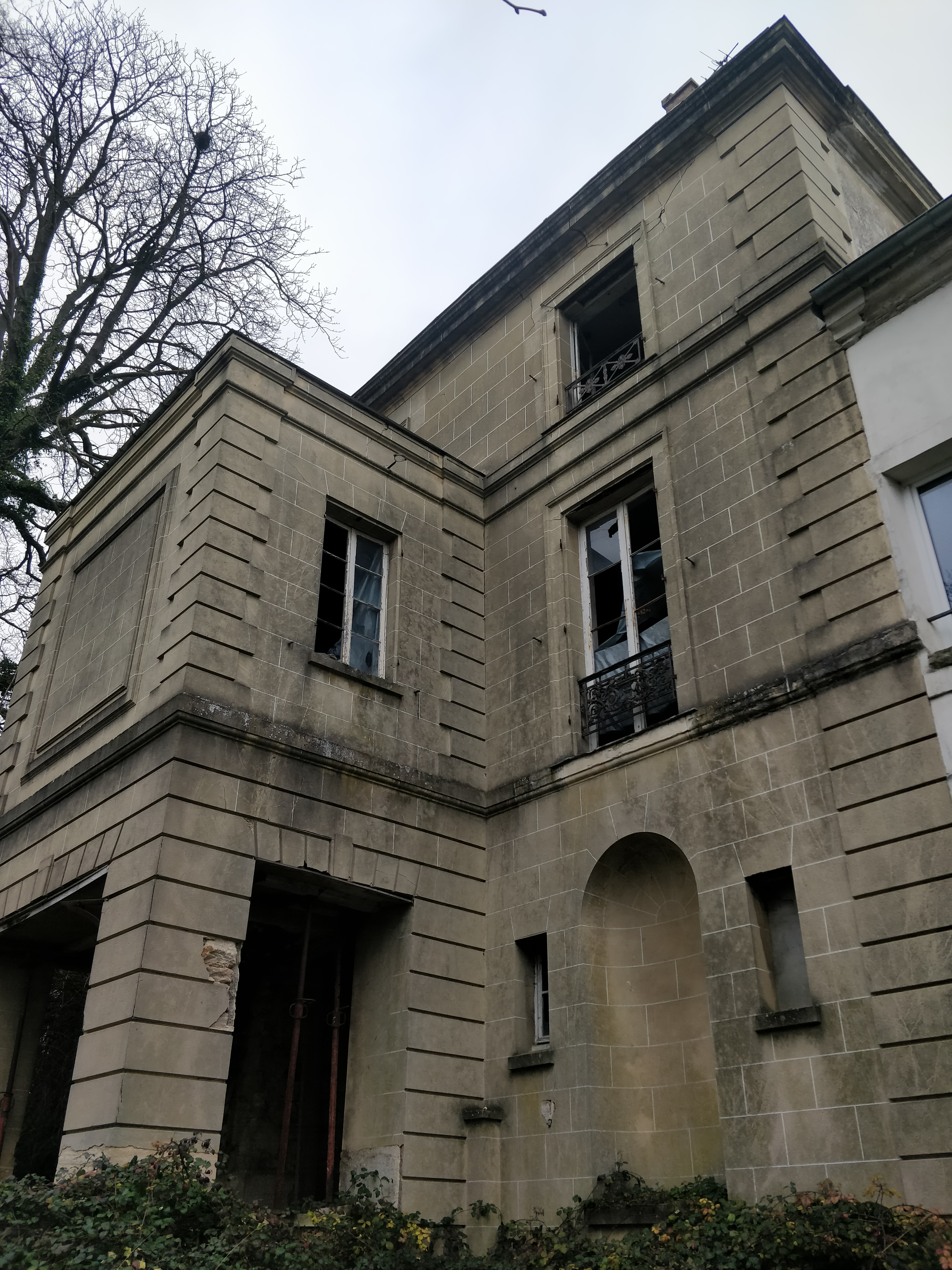
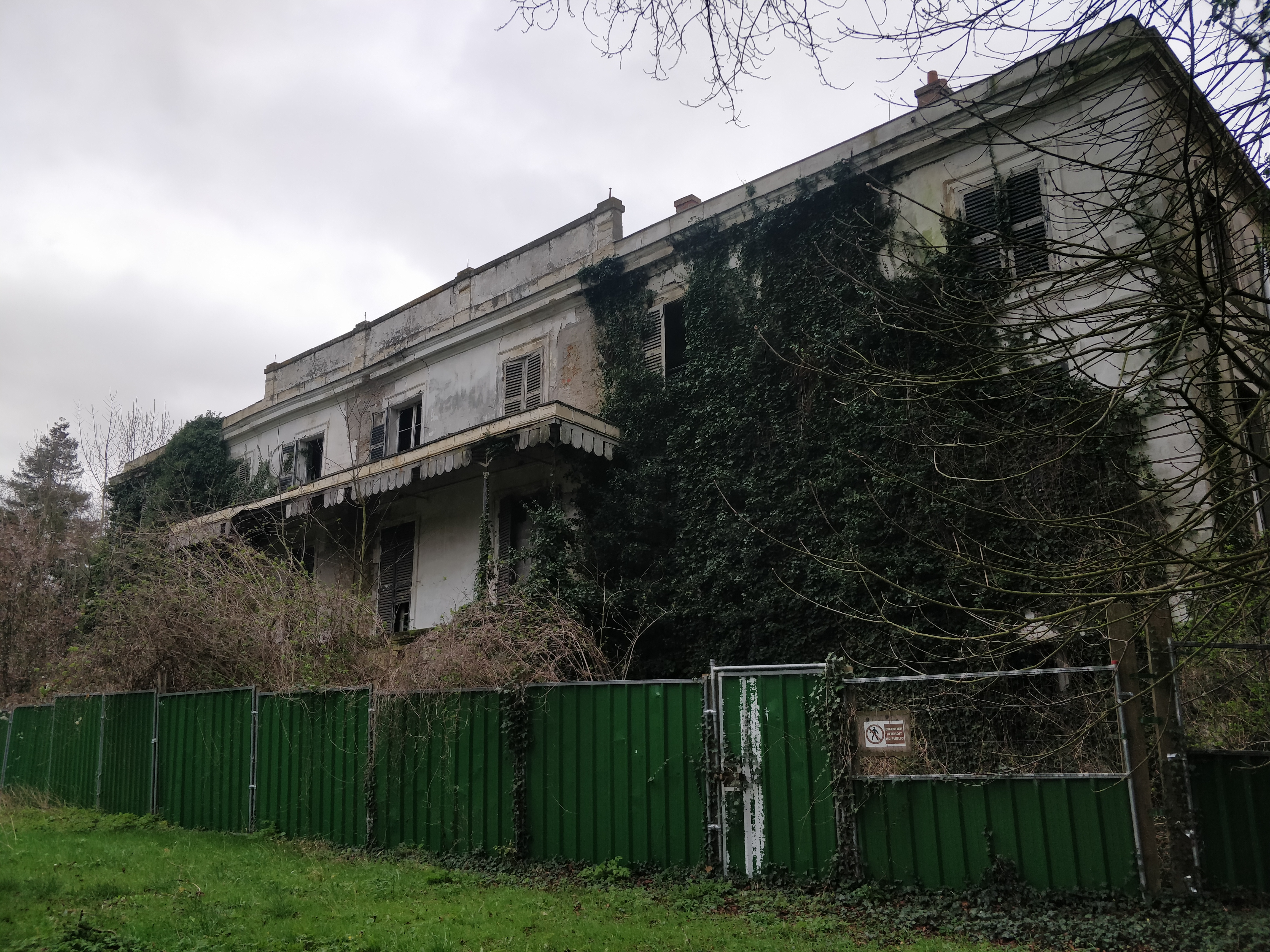
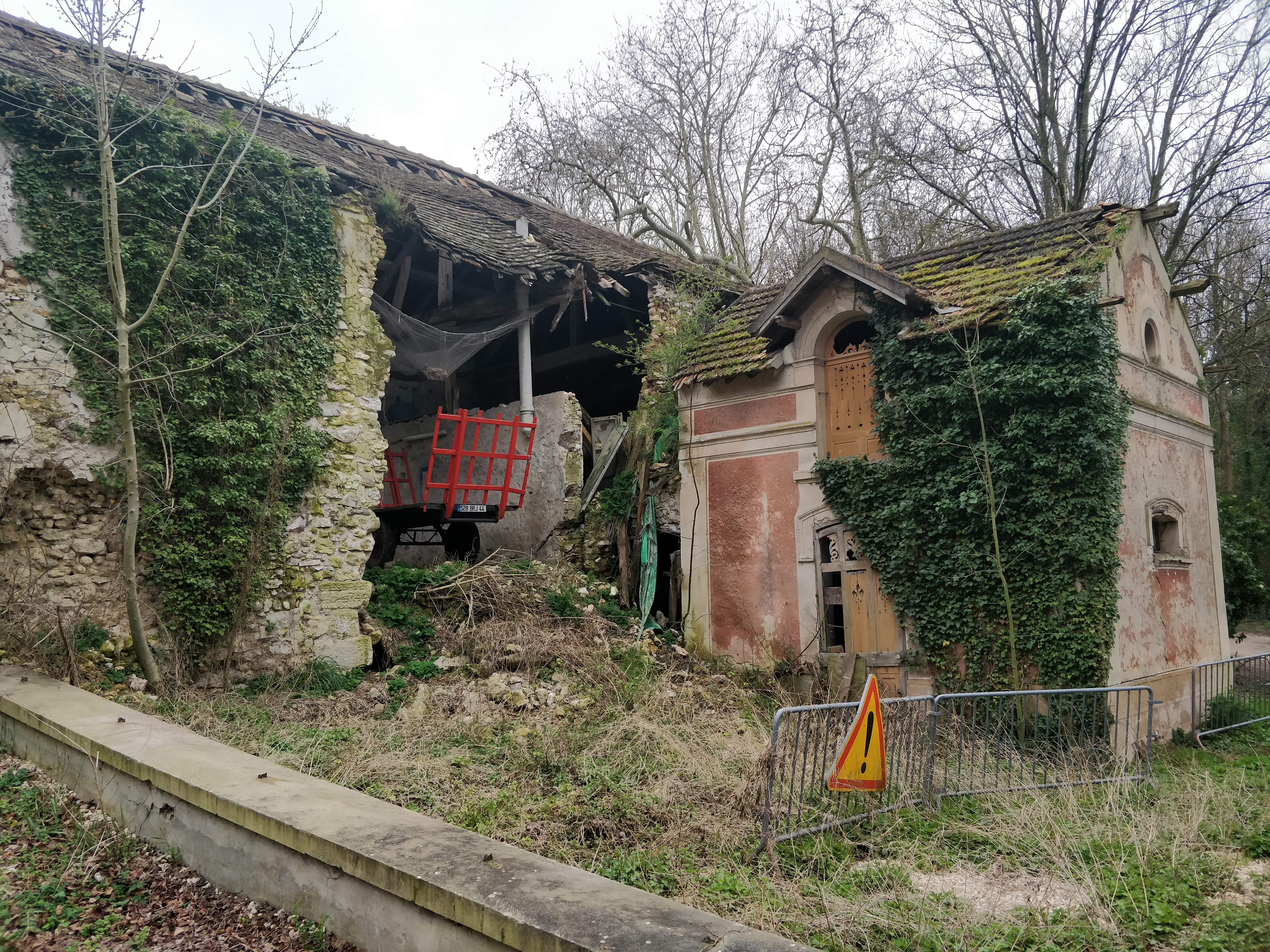
La bergerie.
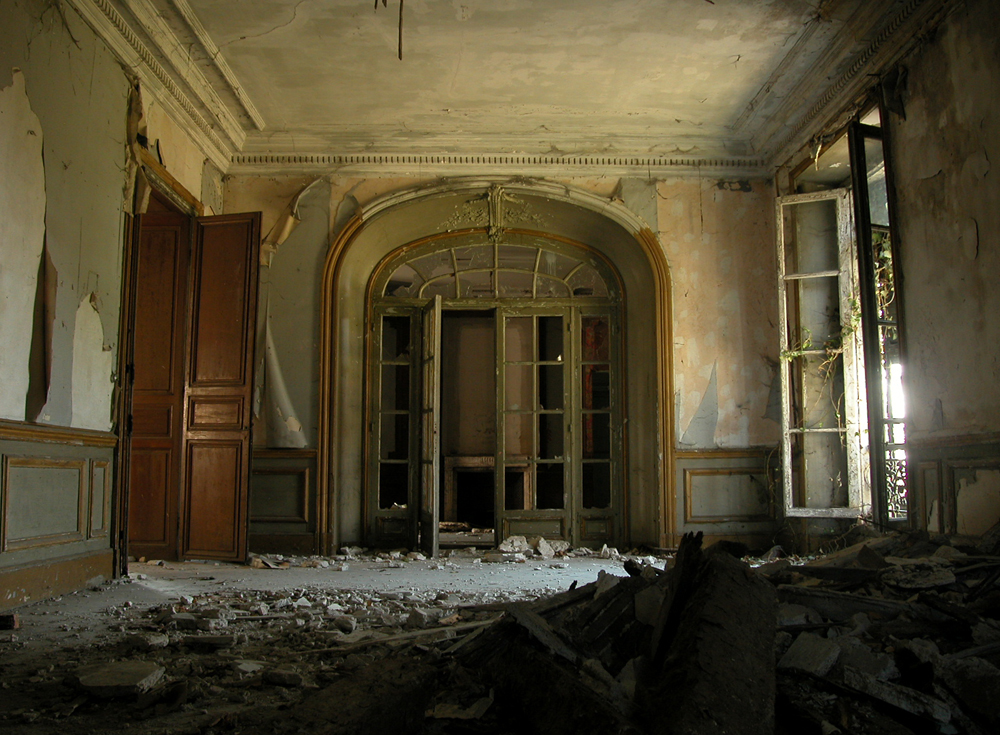
L'intérieur délabré du bâtiment.